# Pauesia koraiensis
Pauesia koraiensis är en stekelart som beskrevs av Jaroslav Stary 2001. Pauesia koraiensis ingår i släktet Pauesia och familjen bracksteklar. Inga underarter finns listade i Catalogue of Life.